# 教宗君士坦丁
教宗君士坦丁 （拉丁語：Constantinus PP.；664年—715年4月9日）自708年3月25日起担任罗马主教直至逝世。他是拜占庭教廷最后几任教宗之一，其任期内的关键时刻是710/711年访问君士坦丁堡，并在那里就第五六合一公会议的特鲁洛教规与查士丁尼二世达成妥协。下一次有教宗访问该城是在1967年。

## 成长经历
君士坦丁出生于倭马亚王朝泰尔（现黎巴嫩），具有希腊血统。他能够流利地使用希腊语，沉浸于东方的仪式与习俗。从他的成长经历来看，他应该“完全适应八世纪早期拜占庭宫廷的东方环境”。除了对立教宗君士坦丁之外，他是唯一一位拥有如此“典型”的东方皇帝名字的教宗。
在被选为教宗之前，他曾两次访问君士坦丁堡。他是 680/681 年第三次君士坦丁堡公会议的教宗使节之一。682 年，他还向君士坦丁四世皇帝递交了教宗良二世的一封充满战斗意味的信件。在这两次访问中，他皆与君士坦丁四世的儿子查士丁尼二世会面并建立了融洽的关系。

## 教宗生涯
君士坦丁的前任西西尼乌斯只担任了二十天的教宗。不到两个月后，君士坦丁于708年3月成为教宗。他是拜占庭教廷时期众多希腊裔教宗之一。当时罗马正处于拜占庭帝国的统治之下，教宗的任命需要皇帝的批准。君士坦丁当选教宗时，教廷的关键问题是西方国家拒绝接受第五六合一公会议制定的特鲁洛教规。教宗若望七世曾收到这些教规以供批准，但他却将其退回且“没有任何修改”。若望七世的前任色尔爵一世曾宣称他宁愿死也不愿加入该会议。

### 访问君士坦丁堡
710 年，皇帝查士丁尼二世在一次召见中要求教宗君士坦丁前往君士坦丁堡拜见他。皇帝的命令“清楚地表明这位冷酷无情的统治者希望彻底解决罗马是否接受特鲁洛法令的问题”。与其前任相比，君士坦丁并未拖延或借口逃避出现在皇城。实际上，他对拜占庭的认同感是其前任罗马教宗所未曾具备的。在君士坦丁离开之前，查士丁尼以试图推翻他的统治为由弄瞎了拉文纳大主教菲利克斯的眼睛，这一举动改善了教宗与拜占庭的关系。他此次旅行的主要目的是防止罗马和君士坦丁堡因特鲁洛法令而产生分歧。
君士坦丁于公元710年10月5日启程离去。在君士坦丁堡，君士坦丁居住于普拉西迪亚宫，该宫殿曾于公元547年由教宗维吉吕居住。维吉吕是教宗瑪定一世和佳德的代表，参与了第三次君士坦丁堡公会议。在君士坦丁的十三名同伴中，有十一位的姓名得以确认，其中包括两位主教、三位牧师，以及宗座文书院和教宗侍从的所有高级成员，且这些人均为东方血统。陪同君士坦丁的还有未来的教宗額我略二世（当时是一名执事）和另一位拉丁副执事朱利安。君士坦丁特别挑选了与他“性格相似”且可能同情东方的侍从。
在那不勒斯过境时，君士坦丁与拉文纳总督约翰三世·里佐科波相遇，当时约翰三世正前往罗马，准备割喉处决四名教廷高级官员。这四个人（从他们留下来的行为记录可以看出）反对君士坦丁与君士坦丁堡和解的新政策。毫无疑问，君士坦丁本人在出发前往西西里岛、加里波利和奥特朗托（一行人在那里过冬）之前就了解了总督的使命。到了春天，君士坦丁横渡伊奥尼亚海，在希俄斯岛会见了帝国舰队的将军，并在前往君士坦丁堡之前受到了卡拉比西安的接待。
君士坦丁骑着一匹“披着镀金鞍衣、系着金色缰绳、头戴卡美拉琼帽的骏马进入君士坦丁堡，这种冠冕只有君主才被授权佩戴，而且只能在‘主的重大公共节日’上佩戴”。查士丁尼二世的儿子及共治皇帝提比略，与牧首居鲁士、元老、贵族、神职人员及其他众多人士一道，以帝国降临节的仪式在距离城市七英里处迎接君士坦丁。当时查士丁尼二世正在尼西亚，他敦促教宗前往尼科米底亚与他会面。《教宗名录》记述了加冕皇帝在教宗面前俯首称臣的怪异场景，但实际上可能更多的是相互问候。在那个星期天，查士丁尼二世从教宗手中领受了聖體，并对罗马教廷的各项特权进行了模糊的确认。
关于特鲁洛教规的谈判由未来的教宗额我略二世主持。最终达成了一定程度的妥协（“所谓的尼科米底亚妥协”），该妥协“巧妙地回避了”是否接受这些教规的实际问题。尽管君士坦丁在经济方面做出了让步，但他并没有对罗马人的绝大多数不满之处做出让步。该协议更多的是为了确保东西方政治统一，而不是解决任何教义争端。君士坦丁被召至君士坦丁堡的事实才是“皇帝的命令仍然在罗马有效”的真正证明。君士坦丁于711年10月离开君士坦丁堡，他是1967年保祿六世之前最后一位访问这座城市的教宗。

### 拒绝一志论

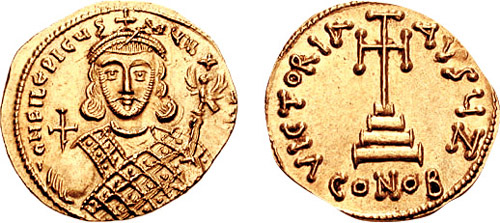
君士坦丁拒绝接受铸有菲利皮科斯肖像的硬币

君士坦丁在返回罗马后不久，查士丁尼二世于711年11月被其叛军杀害。新任皇帝菲利皮科斯是基督一志论的支持者，拒绝接受第三次君士坦丁堡公会议的决议。他要求君士坦丁支持基督只有一个意志的理论。然而在712年，君士坦丁拒绝了菲利皮科斯恢复基督一志论的请求。此外他还拒绝接受皇帝的肖像或印有皇帝肖像的硬币，并在弥撒中不予纪念皇帝。
当总督试图强制执行皇帝的命令时爆发了冲突，君士坦丁最终平息了冲突。菲利皮科斯于713年6月被推翻，其继任者阿纳斯塔修斯二世派遣总督斯科拉斯蒂库斯并致函教宗，确认皇帝支持第六次大公会议。

### 逝世
君士坦丁于715年4月9日在罗马去世，教宗额我略二世继位。

## 译名列表
- ：梵蒂冈广播电台作君士坦丁。[16]
- ：《香港天主教教區檔案　歷任教宗》作刚定。[17]